# Дакснер, Штефан Марко

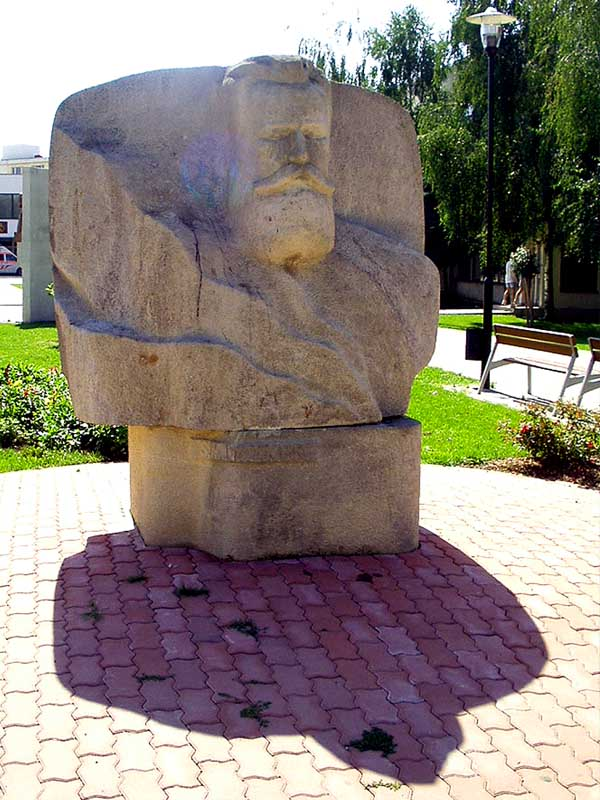
Памятник Штефана Марко Дакснера в г. Римавска-Собота

Штефан Марко Дакснер (словац. Štefan Marko Daxner; 22 декабря 1823, Тисовец, Австрийская империя — 11 апреля 1892, там же) — словацкий общественно-политический деятель, писатель, будитель, юрист, экономист. Один из руководителей словацкого национального движения в 1848—1849 годов.
Принадлежал к поколению Людовита Штура.
Инициатор многочисленного митинга в Липтовски-Микулаше в 1848 году и создания Национального словацкого собрания в 1861 году. В 1860-х годах — видный деятель словацкой мелкобуржуазной Народной партии.
Автор Мемора́ндума слова́цкого наро́да, программного документа словацких конституционных, правовых, политических и культурных требований, принятый на Словацком национальном собрании 6—7 июня 1861 года в городе Мартин. Основным требованием Меморандума было предоставление автономии словакам в рамках Венгерского королевства.
Сотрудничал в изданиях Матицы Словацкой и «Пештбудинских ведомостях» («Pestbudinske vedomosti»).
Писал стихи и прозу, собирал словацкий фольклор, народные сказки.
Похоронен на Народном кладбище в городе Мартин (Словакия).